# Maria Antonia von Leykam
María Antonia von Leykam (Nápoles, 15 de agosto de 1806-Königswart, 17 de enero de 1829) fue una noble italo-germana conocida por ser la segunda mujer de Klemens, príncipe de Metternich, canciller del Imperio austríaco e importante político europeo de su época.

## Biografía
Nació en Nápoles, fruto del matrimonio del barón Cristoph Ambros von Leykam y Lucia Caputo. Su padre procedía de una familia de la baja nobleza alemana, conocido por su servicio a los príncipes de Thurn y Taxis en su rol de maestros de postas del Sacro Imperio Romano Germánico. Además el progenitor de Maria Antonia era conocido en la corte de Nápoles por sus aficiones artísticas, especialmente como miniaturista y fue protegido de la reina consorte, María Carolina de Austria. Por su parte, su madre había sido profundamente admirada en Nápoles por su belleza y, según Carl Eduard Vehse, había sido amante del marido de María Carolina, Fernando IV de Nápoles.
En 1826 la familia se encontraba en Viena, llegando a participar en un baile ofrecido por el embajador inglés en el carnaval de ese año.
En octubre del año siguiente Maria Antonia contraería matrimonio con el prohombre del Imperio austríaco, príncipe de Metternich. Para este último sería su segundo matrimonio, ya que con anterioridad había estado casado con la condesa Maria Eleonore von Kaunitz Rietberg, desde 27 de septiembre de 1795 hasta la muerte de esta el 19 de marzo de 1825. De ese primer matrimonio sobrevivieron cuatro hijos: Víctor (1803-1829), Marie Antonia (1806-1829), Leontine (1811-1861), y Hermine (1815-1890).

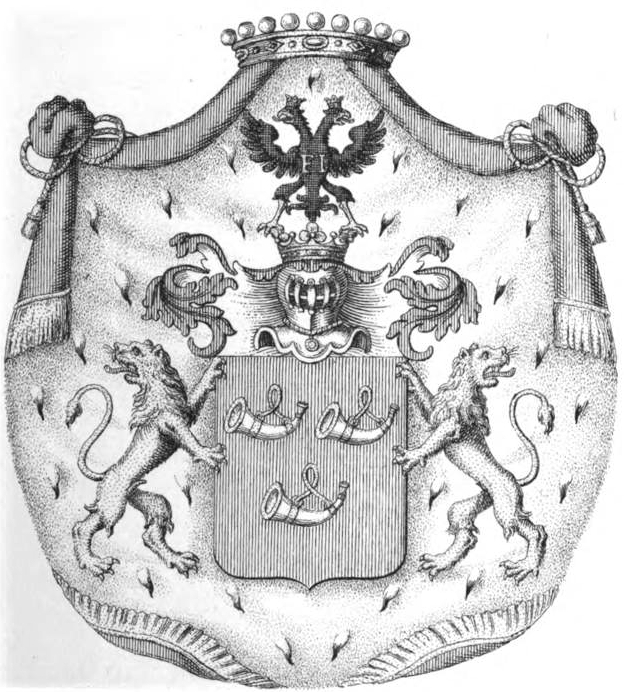
Armas de María Antonia como condesa de Beilstein, según Konrad Tyroff.

Antes de su matrimonio Maria Antonia sería elevada al rango de condesa, con el título de condesa de Beilstein, por Francisco I de Austria. Con este acto se compensaba la percepción de la sociedad de la época que consideró una gran desigual el matrimonio entre el príncipe de Metternich, miembro de la alta nobleza con la hija de un barón de nobleza reciente, calificado por Carl Eduard Vehse como advenedizo postal.
El matrimonio con María Antonia ha sido considerado como el único de los tres matrimonios de Metternich realizado por pura voluntad propia.
Este matrimonio de Maria Antonia con el príncipe de Metternich duraría unos quince meses y tendrá como fruto un hijo: Richard (1829-1895) que sería embajador de Francisco José I de Austria en París en 1863. Richard casaría y tendría descendencia.
Maria Antonia murió como consecuencia del sobreparto de Richard, diez días después de nacer este en el castillo de Königswart (en la actual localidad checa de Lázně Kynžvart). Su muerte fue profundamente sentida por el príncipe de Metternich. Según Vehse, el canciller llegaría a conservar su retrato frente a su despacho incluso durante su tercer matrimonio con la condesa Melanie Zichy-Ferraris.
De este último matrimonio contraído por Metternich en 1831 nacerían cinco hijos, cuatro de los cuales llegaría a la edad adulta.

## Títulos y honores

### Títulos
- Condesa de Beilstein.[2] ( Imperio austríaco)

### Honores
- Dama de palacio, admitida a las grandes entradas de cámara de la Imperial y Real Corte.[5] ( Imperio austríaco)

### Individuales
1. 1 2  Vehse, 1896, p. 376.
2. 1 2  «In Wien ist am 8. Oct. die Vermählung Sr. Durchl. des Fürsten von Metternich mit der Baronesse v. Leykam». Leipziger Zeitung (246) (Viena). 18 de octubre de 1827. p. 3056.
3. ↑  Peter, Bernhard (2007). «Die Wappen der Freiherren, Grafen und Fürsten von Metternich» [Las armas de los barones, condes y príncipes de Metternich]. Welt der Wappen (en alemán). Consultado el 26 de octubre de 2023.
4. ↑  Vehse, 1896, pp. 377-379.
5. ↑  Imperio austríaco (1828). «Hof- und Staatshandbuch des österreichischen Kaiserthumes». Hof- und Staatshandbuch des österreichischen Kaiserthumes (Viena): 170-171.